# Thomas Dellert
Thomas Dellert, även känd som Thotte Dellert (och Totte Dellert) samt via pseudonymerna Tommy Dollar och Thomas Dellacroix, ursprungligen Thomas Knutson Bergh, född 12 juli 1953 i Stockholm, är en svensk artist, konstnär och fotograf. 
Som bildkonstnär har Dellerts konst visats i The Absolut Vodka Collection och The Heinz Collection.

## Biografi

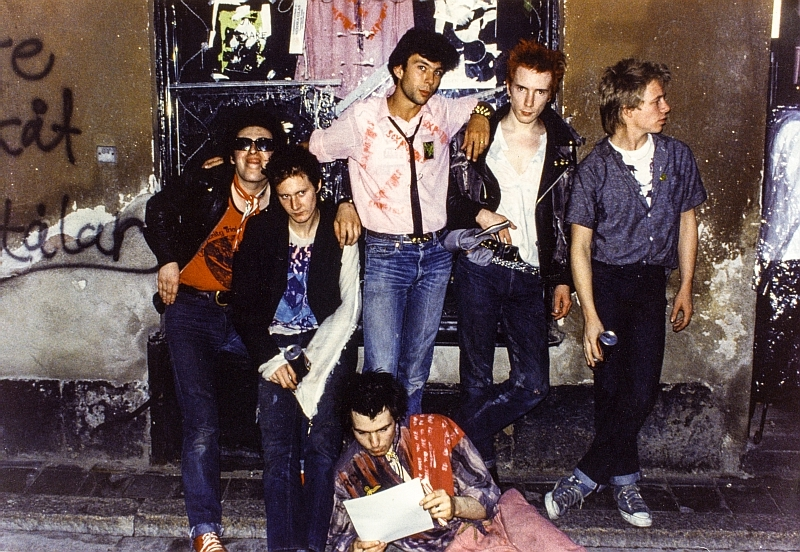
Thomas Dellert och Sex Pistols 1977.

### Bakgrund
Thomas Dellert föddes 1953 som son till operasångerskan Kjerstin Dellert i hennes äktenskap med Carl-Olof Bergh.

### Karriär
Som Thotte Dellert scendebuterade han 1975 i kabarén AlexCab och medverkade vid uppsättningens Göteborgsturné. Tillsammans med sin mor och styvfar, dansören Nils-Åke Häggbom, uppträdde han 1977 i en krogshow på Trädgår'n i Göteborg. 1988 medverkade han i uppsättningen av Me and My Girl på Intiman.
Utöver framträdanden är Dellert verksam som konstnär och fotograf. Som fotograf samarbetade han under det tidiga 2000-talet med sin dåvarande hustru Agnieszka Dellfina. Tillsammans hade paret utställningar i Sverige och utomlands.

### Familj
Thomas Dellert har med Ulf Björkmans dotter Rosie Björkman två söner, Oscar och August. Han har varit gift två gånger, första gången med Tatiana Dellert-Diem och andra gången med Agnieszka Dellfina.[källa behövs] Han har på senare år varit bosatt och verksam i Berlin,[källa behövs] Venedig[källa behövs] och USA.[källa behövs]

## Teater

### Roller (ej komplett)
| År   | Roll       | Produktion                            | Regi           | Teater       |
| ---- | ---------- | ------------------------------------- | -------------- | ------------ |
| 1983 | Berättaren | The Rocky Horror Show Richard O'Brien | Thotte Dellert | Chinateatern |

### Regi (ej komplett)
| År   | Produktion        | Upphovsmän      | Teater       |
| ---- | ----------------- | --------------- | ------------ |
| 1983 | Rocky Horror Show | Richard O'Brien | Chinateatern |